# Hannåstjärnen
Hannåstjärnen är en sjö i Nordanstigs kommun i Hälsingland och ingår i Gnarpsåns huvudavrinningsområde. Sjön har en area på 0,0579 kvadratkilometer och ligger 185,3 meter över havet.

## Delavrinningsområde
Hannåstjärnen ingår i det delavrinningsområde (688260-156195) som SMHI kallar för Mynnar i Grännsjön. Medelhöjden är 202 meter över havet och ytan är 6,47 kvadratkilometer. Det finns inga avrinningsområden uppströms utan avrinningsområdet är högsta punkten. Vattendraget som avvattnar avrinningsområdet har biflödesordning 3, vilket innebär att vattnet flödar genom totalt 3 vattendrag innan det når havet efter 25 kilometer. Avrinningsområdet består mestadels av skog (95 procent). Avrinningsområdet har 0,06 kvadratkilometer vattenytor vilket ger det en sjöprocent på 0,9 procent.